# Double Dragon 3: The Rosetta Stone
Double Dragon 3: The Rosetta Stone (яп. ダブルドラゴン3 ザ・ロゼッタストーン) — мультиплатформенная видеоигра в жанре beat 'em up. Первоначальная, аркадная, версия была разработана компанией East Technology и издана Tradewest в 1990 году. Игра является третьей частью серии Double Dragon. Впоследствии игра выходила на приставках и домашних компьютерах с подзаголовком The Arcade Game.
Double Dragon 3 известна своим спорным подходом к монетизации игрового процесса, которая впоследствии получит название «микротранзакций» и найдёт широкое применение в игровой индустрии.
Также известна версия для NES/Famicom Double Dragon III: The Sacred Stones, не являющаяся прямым портом аркадной версии; разработка игры велась другой командой параллельно с Double Dragon 3: The Rosetta Stone.

## Сюжет
Братья-близнецы Билли и Джимми Ли возвращаются домой после двухлетнего путешествия, где встречают старую предсказательницу Хируко. Она указывает братьям разыскать три розеттских камня по всему миру, чтобы сразиться с самым сильным противником.
Игра начинается в США, где братья должны победить оставшихся в живых членов банды Тёмных воинов, разгромленной Двойными Драконами в прошлых частях. В поисках камней братья посещают Китай, Японию и Италию. Братья наконец отправляются в Египет, где им приходится сразиться с предсказательницей Хируко, решившей завладеть силой, даруемой камнями. В конце концов, Двойные Драконы попадают в гробницу Клеопатры и сражаются с ней.
В ходе поисков братьям удаётся найти только два камня из трёх. Победив Клеопатру, они находят сокровища, которые намереваются пожертвовать на благотворительность. Судьба третьего камня остаётся неизвестной, но как только он будет найден, «его сила изменит весь мир».

## Игровой процесс
Аркадная версия представляет собой игру в жанре beat 'em up. В игре представлено пять уровней, расположенных в пяти странах. Уровни выполнены в виде локаций с использованием изометрической проекции. Враги в игре довольно многочисленны и индивидуальны для каждого уровня.
Аркадный автомат позволял играть сразу трём игрокам. Специально для этого был введён третий брат-близнец — Сонни (используются спрайты, общие для Билли и Джимми ли, в жёлтой палитре), однако нигде, кроме экрана выбора персонажей, он более не фигурирует, сюжет полностью его игнорирует.
Ввиду популярности игровой серии Double Dragons в США выход третьей части на Западе произошёл раньше японской версии на несколько месяцев. В оригинальной версии для США во время игры игроки могли посещать магазины, где за реальные деньги (монеты, вставляемые в монетоприемник автомата) они могли приобрести различные улучшения, призванные облегчить игру: оружие, увеличенное здоровье, скорость атаки, дополнительные приёмы и дополнительные играбельные персонажи. В итоге, чтобы приобрести все доступные улучшения, игрок мог заплатить до 2 долларов.
Помимо братьев-Драконов, игрокам предлагалась возможность сыграть за других братьев: братьев Уркуидез (англ. Urquidez, яп. ユキーデ兄弟, чемпионов смешанных единоборств), братьев Чин (англ. Chin, яп. 陳兄弟, мастеров тайцзицюань) и братьев Ойама (англ. Ōyama, яп. 大山兄弟, мастеров карате).
Закрытое тестирование предрелизной версии игры для японского рынка выявил большое недовольство игроков внутриигровым магазином, который вкупе с высокой сложностью просто «вымогал» монеты лишь за то, чтобы хоть как-то продвинуться по уровню. В итоге японская версия была значительно переработана: в ней были удалены критикуемые магазины, а вместо приобретения играбельных персонажей игроки могли выбрать их сразу на стартовом экране. Персонажам стал сразу доступен весь набор приёмов, а оружие стало возможным подбирать на уровнях. Сложность игры немного снизили, понизив на треть урон, наносимый противниками.

## Разработка
Разработка аркадной версии Double Dragon 3 велась не Technōs Japan, которая в это время занималась WWF Superstars и The Combatribes, а малоизвестной студией East Technology, до этого создавшей в 1989 году shoot ’em up Gigandes. В итоге игровой процесс и стиль игры значительным образом отличался от предыдущих игр серии. Из-за большого количества критики игровых тестировщиков, связанной с внутриигровым магазином, доступном в западной версии, разработчики были вынуждены переработать готовую игру для японского рынка.

### Порты
Оригинальная аркадная версия Double Dragon 3 была портирована на большое количество платформ по лицензии Tradewest. В 1991 году вышли версии игры вышли для ZX Spectrum, Amstrad CPC, Commodore 64, Amiga и Atari ST, в 1992 — для DOS, Sega Genesis и Game Boy. Эти порты были созданы компанией The Sales Curve (кроме версии для Genesis, которой занималась Software Creations). Версии для Genesis и Game Boy, изданные Acclaim, имели название Double Dragon 3: The Arcade Game, чтобы отличить их от вышедшей ранее игры для NES.
Версия для NES под названием Double Dragon III: The Sacred Stones была выпущена в феврале 1991, спустя несколько месяцев после выходя японской версии аркадной игры. Она не являлась прямым портом, проект разрабатывался параллельно с аркадной игрой. Хотя в целом сюжет для обеих игр одинаков, графика и игроковой процесс значительно отличаются в NES-версии
Американская версия Double Dragon 3: The Rosetta Stone была переиздана в 2013 году в составе сборника Double Dragon Trilogy от DotEmu, куда вошли все три аркадные версии Double Dragon для платформ iOS и Android. В 2015 году сборник вышел в Steam.

## Оценки
| Иноязычные издания | Иноязычные издания |
| Издание            | Оценка             |
| ------------------ | ------------------ |
| CVG                | 83%                |
| Sinclair User      |                    |

В момент релиза игра стала хитом на территории Соединённых Штатов, средний доход от игры в аркадную версию оценивался в 188,25 долларов в неделю в течение ноября-декабря 1990 года. В Японии игре также сопутствовал успех: Game Machine назвал Double Dragon 3: The Rosetta Stone игру третьей самой популярной аркадной игрой декабря 1990 года
Computer and Video Games положительно отозвался об игре за более реалистичный визуальный стиль и порекомендовал её всем фанатам серии, присудив оценку в 83 %.
Североамериканская версия игры подверглась большой критике от игроков за злоупотребление механик монетизации игрового процесса.